# Elogbatindi
Elogbatindi est un village du groupement Bakoko-Bassa de la commune de la Lokoundjé dans le département de l'Océan. Situé dans la région du Sud au Cameroun, Elogbatindi est au sud-ouest du parc national de Douala-Edéa, sur la route nationale N°7 qui les villes d'Edéa et Kribi.

## Géographie
Le village est situé sur la route nationale 7 (axe Édéa-Kribi) à 28 km au nord du chef-lieu communal Fifinda et à 67 km au nord de Kribi. Lokoundjé est relié à Bipindi et Fifinda au sud-ouest,. Habité par les Bakoko, on y trouve un certain nombre de camps Baka. La langue Bakoko est la plus parlée dans la localité.

## Population
En 1966, la population du village est de 283 habitants, principalement du peuple Bakoko.
Elogbatindi comptait 553 habitants lors du dernier recensement de 2005.

## Services et infrastructures
La localité dispose de nombreux services ; école maternelle, école primaire, centre de santé intégré CSI, un poste forestier, un puits à pompe, réseau électrique, signaux radio et télé, antenne de réseau téléphonie mobile, un hangar de marché
Elle compte deux établissements secondaires publics : 
- CETIC d'Elogbatindi, collège d'enseignement technique ;
- Lycée d'Elogbatindi.

## Cultes
La paroisse catholique Notre-Dame de l'Immaculée Conception d’Elogbatindi relève de la zone pastorale Lokoundjé du diocèse de Kribi.